# Port-du-Salut
De Port-du-Salut is een Franse kaas die ook onder de namen Port salut, Entrammes en trappistenkaas bekendstaat. In eerste instantie is de Port-du-Salut ontwikkeld door de cisterciënzer monniken van de Abdij Notre-Dame du Port-du-Salut in Port-Ringeard, Entrammes (tussen Laval en Angers) aan de rivier Mayenne in het departement Mayenne in Pays de la Loire.
De Franse Revolutie in 1789 maakte dat de monniken van de abdij Frankrijk uit vluchtten naar Zwitserland. Onder leiding van de abt Dom Augustin de Lestrange leerden zij kaas maken om in hun levensonderhoud te voorzien. In 1815 konden ze terugkeren, maar bleven ze kaas maken. De kaas werd zeer populair, in 1873 verkochten ze de verkooprechten aan een Parijse kaashandelaar, en al in 1874 deponeerden ze het Port Salut handelsmerk.
De kaas wordt niet meer door de monniken gemaakt, zij verkochten hun kennis en rechten aan Le Groupe Bel in 1959. De kaas wordt zelfs niet meer in Mayenne gemaakt, maar in een fabriek aan de Duitse grens.
De huidige Port Salut is niet meer de gewassen korstkaas van weleer. Wel zijn er andere trappistenkazen die in de oude traditie gemaakt worden, zoals de Tamié, de Trappiste de Belval, de Pont-l'Évêque en de Campénéac
Eigenlijk zouden alleen de traditioneel gemaakte kazen het merk “Port-du-Salut” mogen dragen, en de industrieel gemaakte, Saint-Paulin-achtige kazen zouden “Port Salut” zijn, maar het onderscheid wordt niet strikt gehanteerd.

## Kaas van de Abdij Notre-Dame d'Orval
In deze abdij vervaardigt men kaas volgens het recept van monniken van de Abdij Notre-Dame du Port-du-Salut.